# Mokkapfund
Mokkapfund war eine Masseneinheit (Gewichtsmaß) in Mokka für Kaffeeerzeugnisse.
- 1 Mokkapfund = 29,14 Lot (Preußen) = 485,66 Gramm
- 460 Mokkapfund = 1 Bahār
- 274 Mokkapfund = 1 Ballen Kaffee (Netto-Wert)
- 1 Mokkapfund = 0,9714 Pfund (deutsch. Zollpfd.)[1]